# Ла-Рамбла
Ла-Рамбла (також вживається Лас-Рамблас) (кат. La Rambla, вимовляється літературною каталанською [łə'rambłə], у валенсійському діалекті [ła'ɾambła]) — найвідоміший бульвар Барселони, розташований між площею Каталонії та Старим Портом.

## Опис
Насправді Ла-Рамбла — це не одна довга вулиця, а кілька коротких вулиць, кожна з яких має слово «рамбла» у своїй назві: Ла-Рамбла-да-Каналетас, Ла-Рамбла-далс-Астудіс (у перекладі «Ла Рамбла студій»), Ла-Рамбла-да-Сан-Жузеп («Ла Рамбла Св. Йосипа»), Ла-Рамбла-далс-Купучінс («Ла Рамбла купуцинів»), Ла-Рамбла-да-Санта-Моніка («Ла Рамбла Святої Моніки»), а також, з 1990-х, після побудови дерев'яного містка до Старого Порту, Ла-Рамбла-да-Мар («Морська Ла Рамбла»). Через це Ла-Рамблу іноді називають Лас-Рамблас (у множині, кат. Les Rambles).
Візитівками Ла-Рамбли є міми — живі статуї, кишенькові злодії, які часто грабують туристів навіть вдень, а вночі також численні повії.
Іспанський поет Федеріко Гарсіа Лорка одного разу сказав, що лише Ла-Рамбла «мала б бути єдиною вулицею на світі, яка не повинна була б ніколи закінчуватися».
| | Що сказать про Рамбла можна? Я б хвалив його стократ! Рамбла! ти не менш відомий, ніж Париж і Монтсеррат. В тебе все є — і крамниці, і казарми, і церкви, де вітаються поважно гордим рухом голови. |
| — Ґерау де Ліост (1878–1933), Романс хвали місту Барселоні (переклад з каталанської Сави Голованівського) | |

Слово «рамбла» у каталанській мові означає переривистий водяний потік, запозичене з арабської, де слово 'ramla' означає 'піщане русло річки'.

## Фото

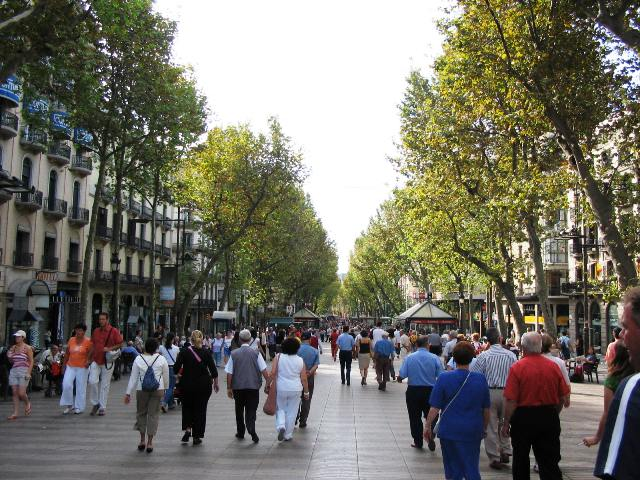
Ла-Рамбла
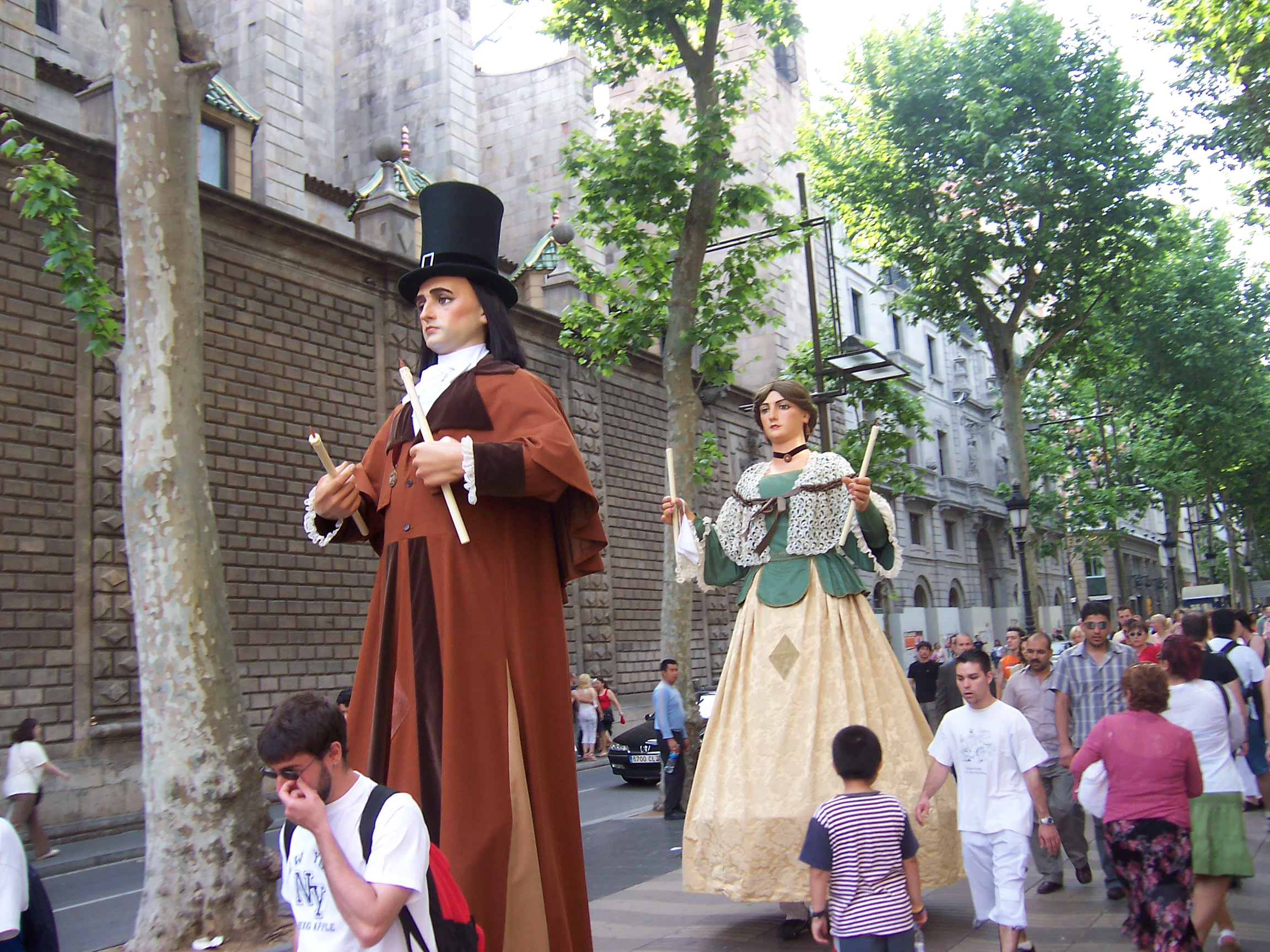
Парад гігантських карнавальних фігур на Ла-Рамблі
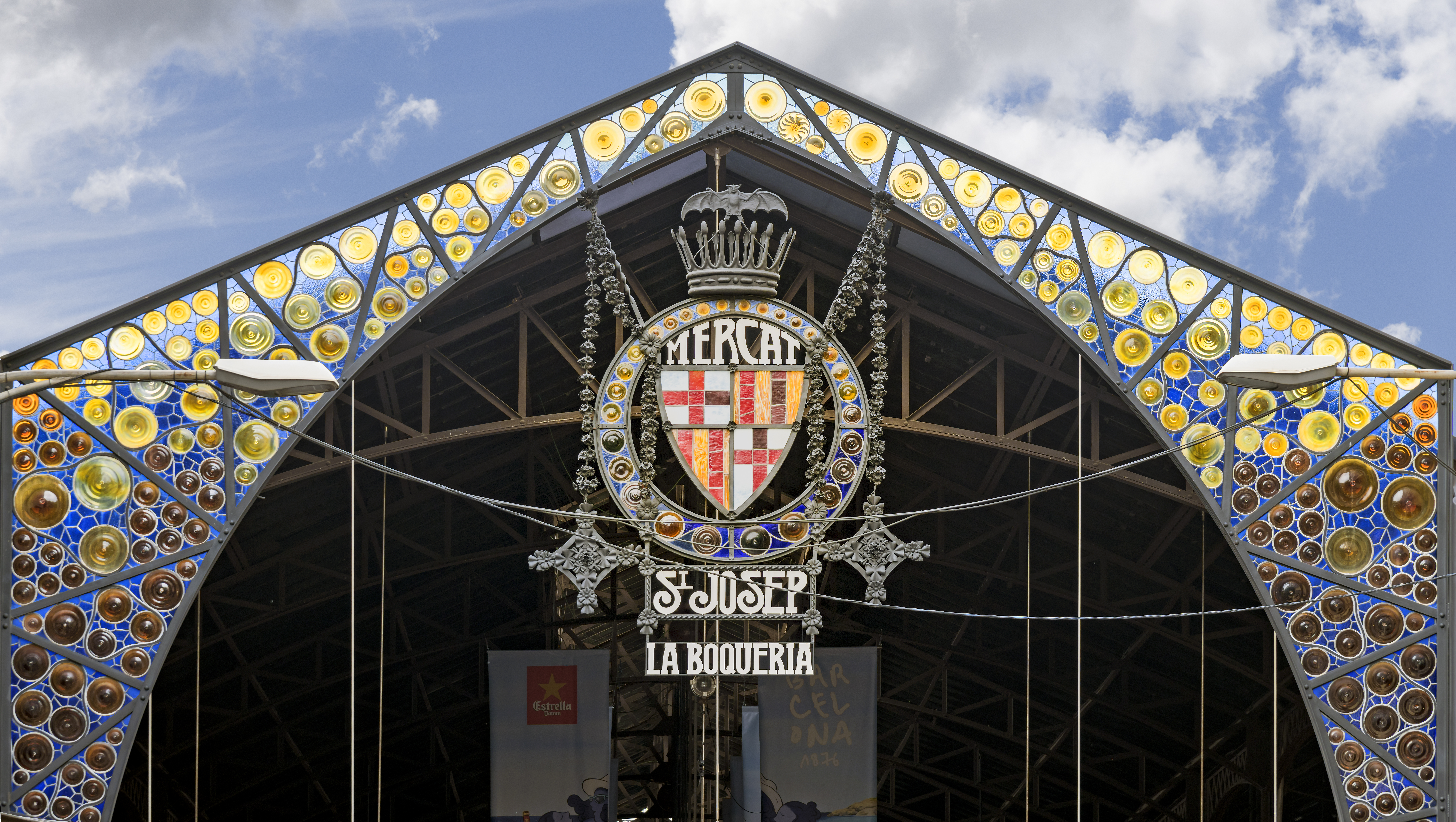
Ла-Букарія (Ринок Св. Йосипа)
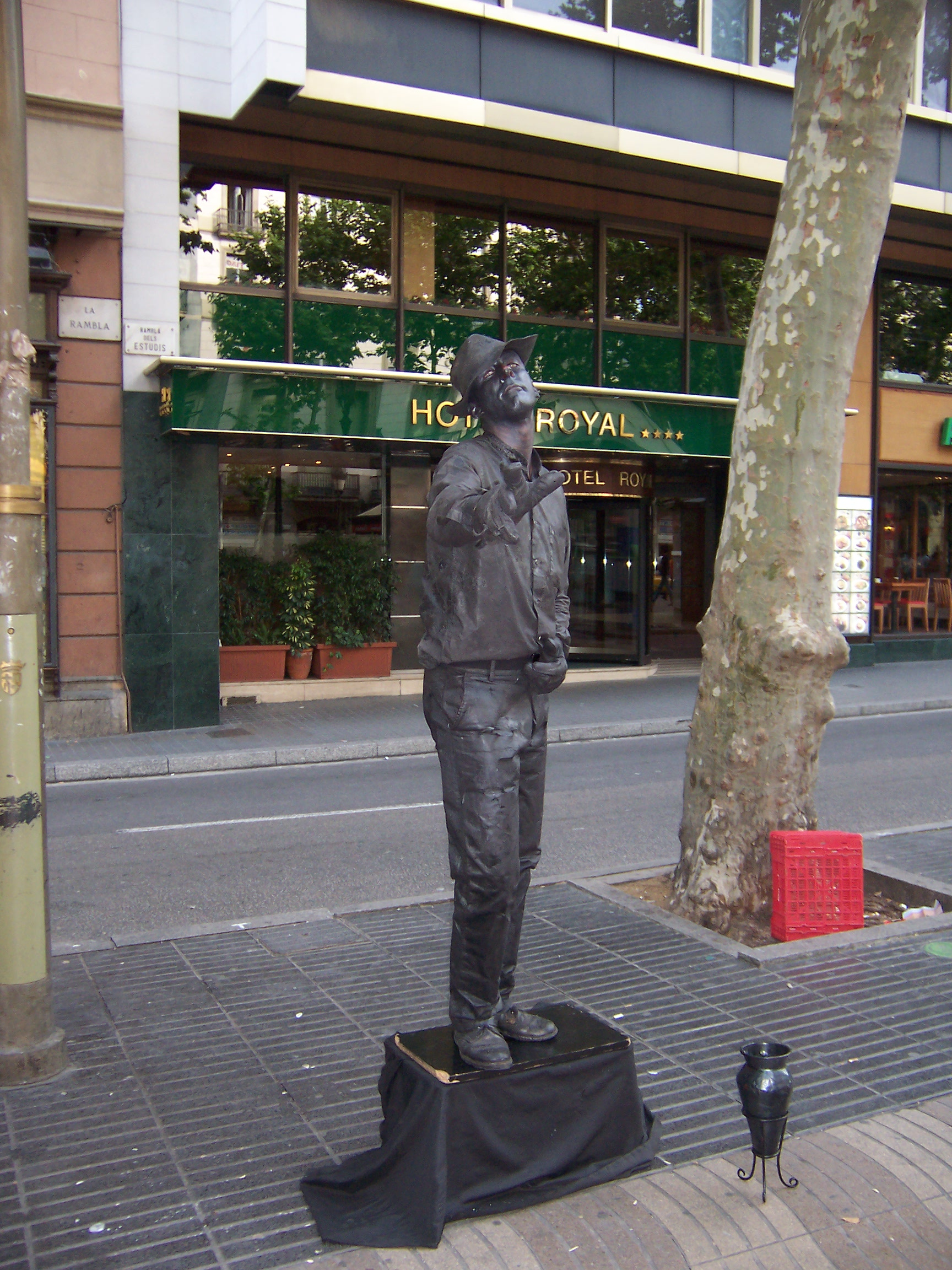
Жива статуя
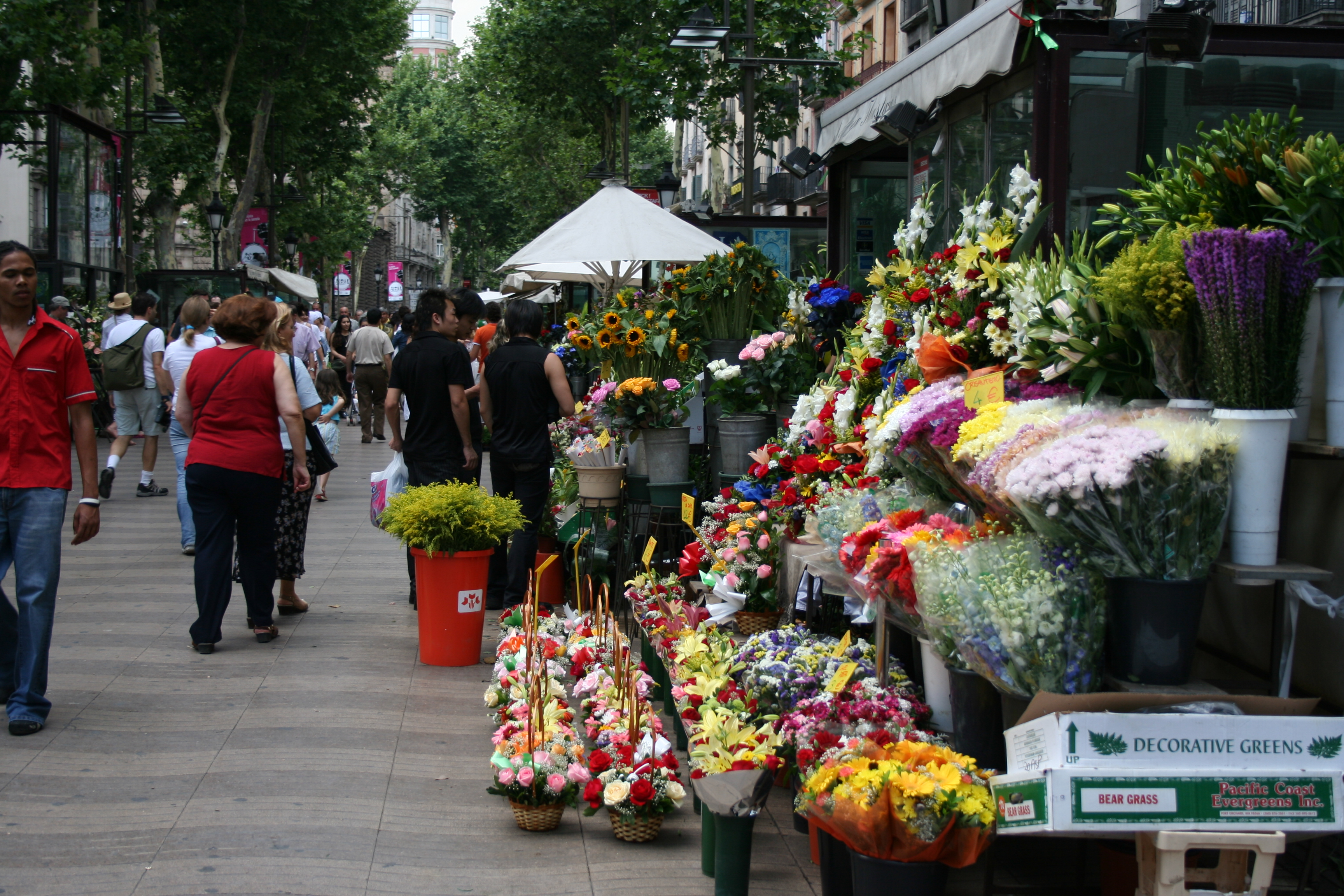
Розпродаж квітів
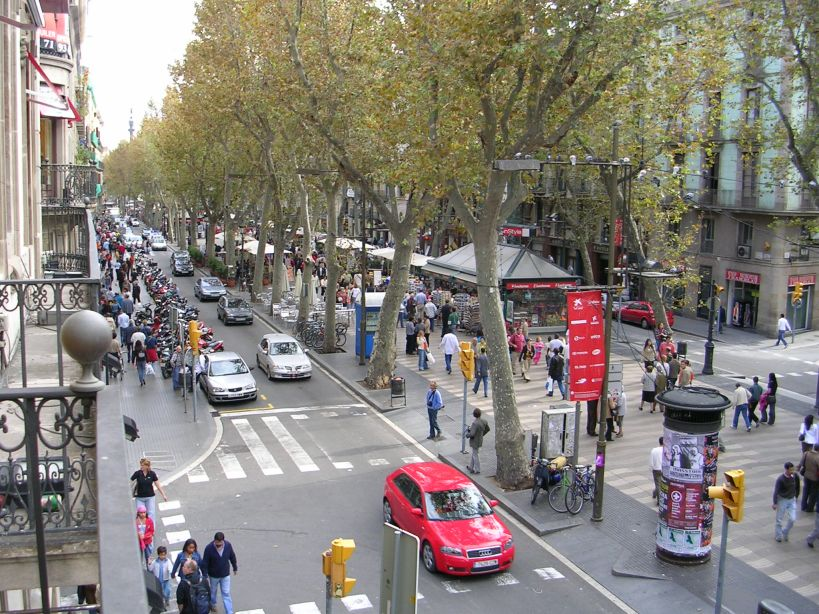
Ла-Рамбла
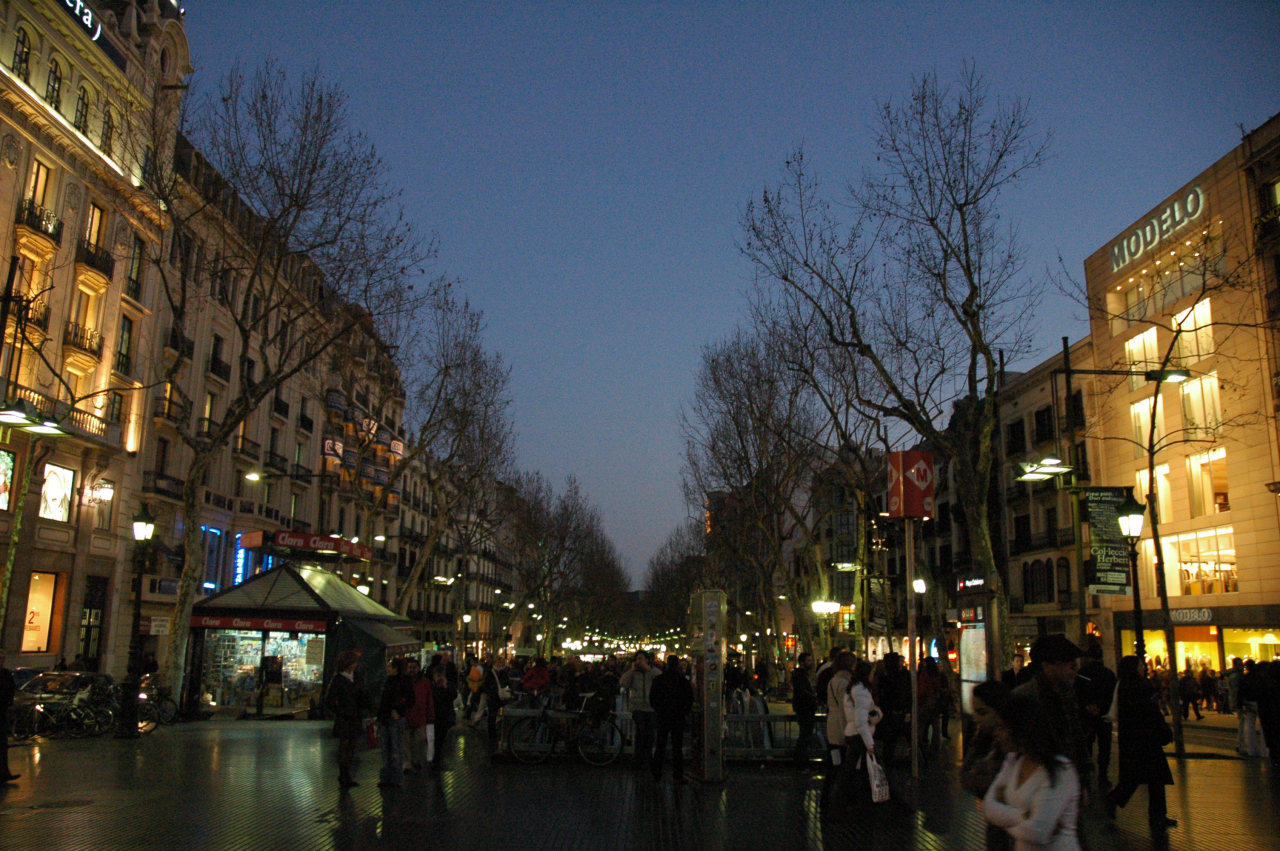
Ла-Рамбла вночі
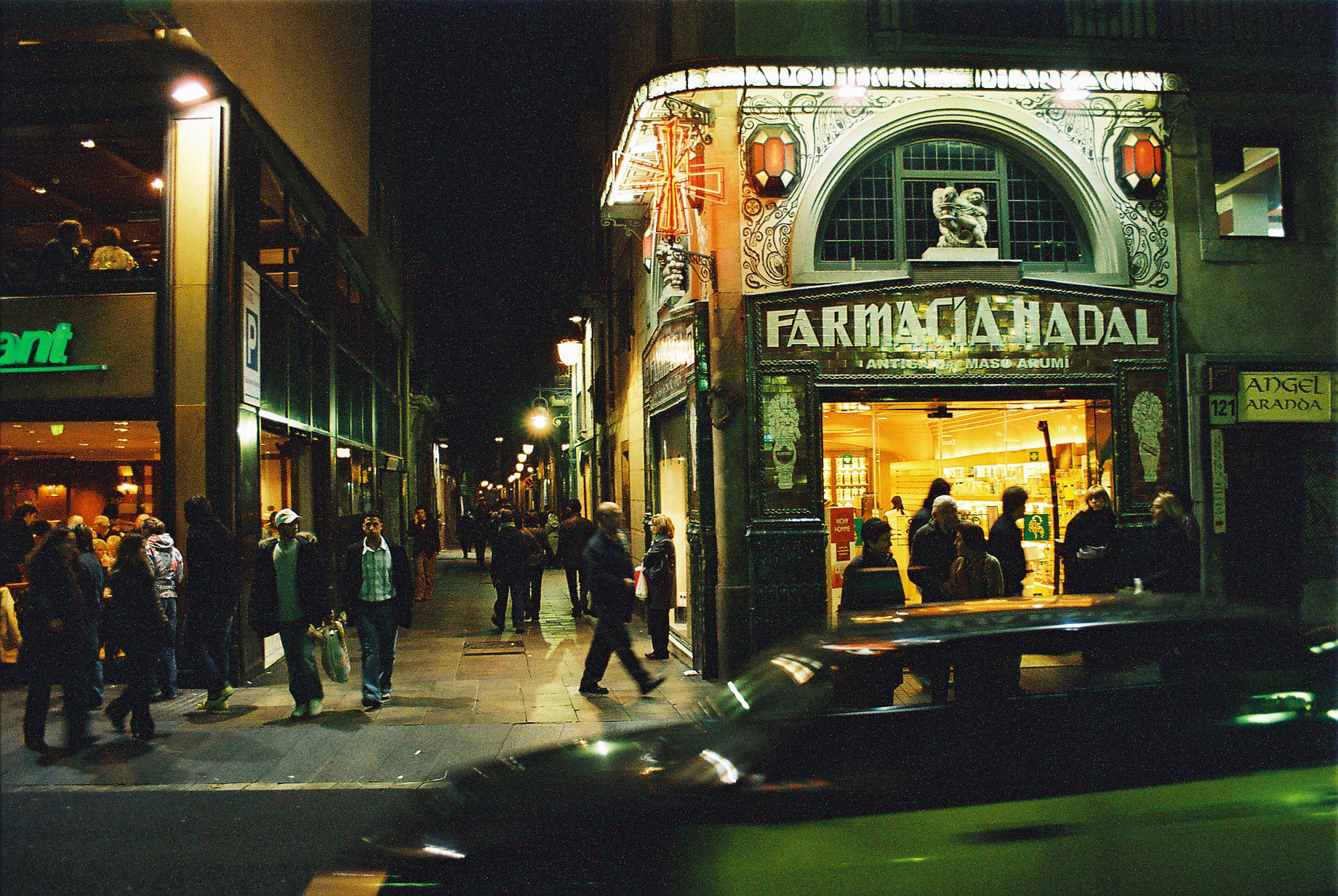
Ла-Рамбла вночі